# Tamara Kronis
Tamara Lynne Kronis (née le 26 février 1974) est une femme politique canadienne en Colombie-Britannique.
Elle est députée de la circonscription fédérale britanno-colombienne de Nanaimo—Ladysmith à la Chambre des communes depuis 2025 sous la bannière du Parti conservateur du Canada.

## Biographie
Née à Toronto en Ontario, Kronis est, à titre d'avocate, une assistante pour le Tribunal pénal international pour l'ex-Yougoslavie à La Haye aux Pays-Bas. Elle est aussi directrice de plaidoyer pour l'organisation nationale Egale Canada pour les droits LGBTQ+.
Kronis est aussi une orfèvre et fonde la bijouterie Studio1098. Elle quitte ensuite l'Ontario pour s'établir sur l'île de Vancouver. De confession juive, elle est la seconde députée conservatrice élue après Melissa Lantsman dans Thornhill en Ontario en 2021.